# Bob Birch

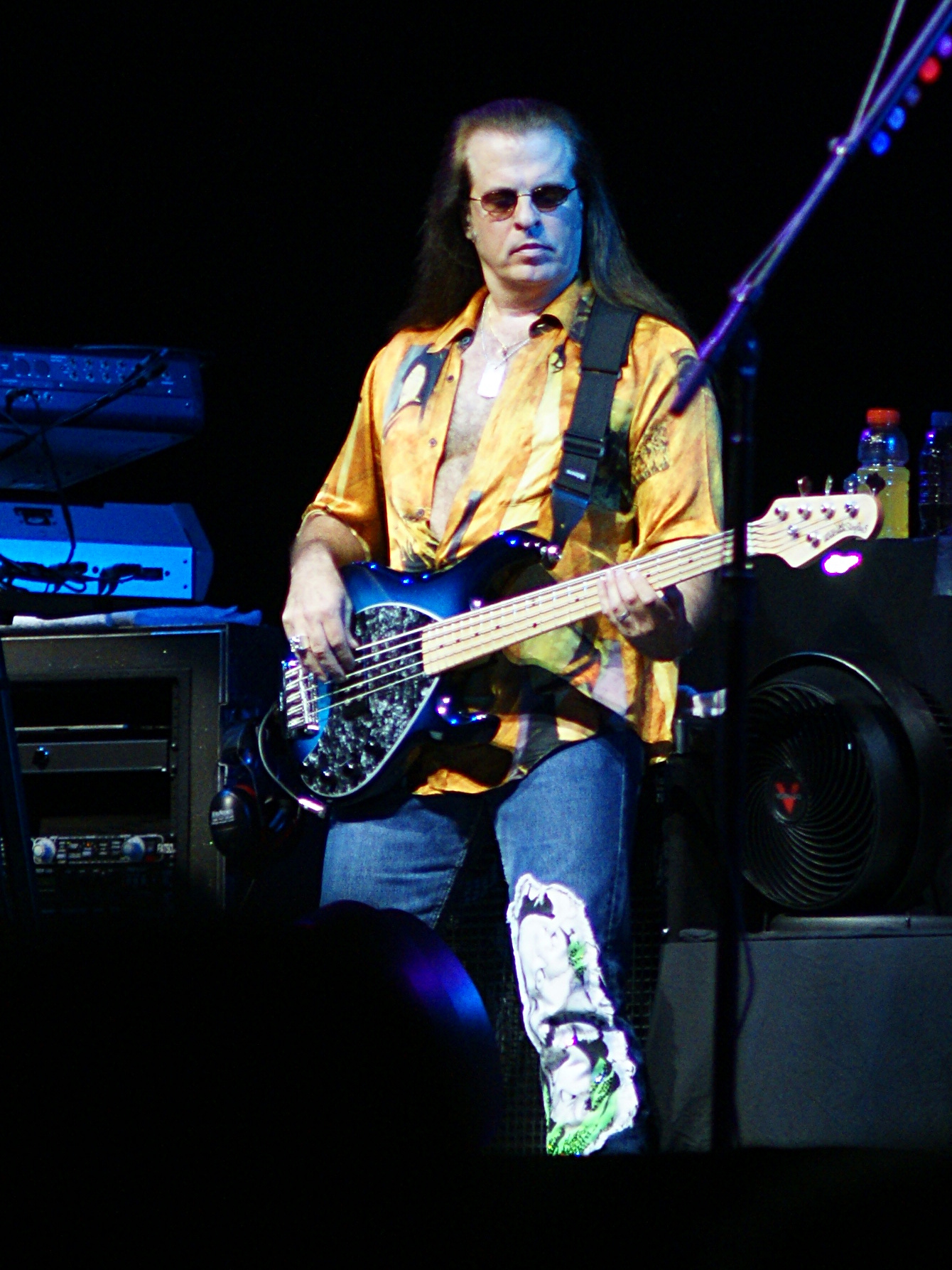
Birch en un concierto de Elton John, en Wiesbaden.

Bob Birch, nacido Robert Wayne Birch (Detroit, Míchigan, 14 de julio de 1956 - Los Ángeles, California, 15 de agosto de 2012) fue un músico estadounidense. Fue sobre todo un músico de sesión y acompañante de una variedad de artistas notables, entre otros de Elton John y Billy Joel.
El 15 de agosto de 2012, Birch fue encontrado muerto en un aparente suicidio por arma de fuego. Su cuerpo fue encontrado cerca de su casa.